# Абец, Отто
О́тто Генрих А́бец (нем. Otto Abetz; 26 марта 1903, Шветцинген, Район Шветцинген — 5 мая 1958[…], Лангенфельд, Северный Рейн-Вестфалия) — нацистский дипломат, бригадефюрер СС (чин был получен 30 января 1942 года), один из руководителей оккупационной администрации нацистской Германии на территории Франции.

## Биография
В юности Отто Абец работал учителем рисования в городской гимназии Карлсруэ. Тогда же стал основателем молодёжного нацистского объединения «Серебряный крест», одной из главных целей которого стала организация максимально тесных контактов со сторонниками фашистской идеологии в республиканской Франции. В 1931 году официально вступил в НСДАП, а несколько позже его приняли в СС. В 1933 году под его непосредственным руководством было проведено несколько германо-французских молодёжных встреч, ключевой темой которых стал вопрос об усилении влияния Германии в провинции Эльзас-Лотарингия, перешедшей ко Франции по итогам Версальского мирного договора.
В 1934 году Абец стал поверенным референтом во Франции при имперском руководстве Гитлерюгенда. В следующем году референта переводят в новое ведомство, каковым является «Бюро Риббентропа», основной задачей которого было отслеживание политических вопросов НСДАП. По-настоящему Абецу как дипломатическому работнику удалось заявить о себе во время одиозной Мюнхенской конференции, которая состоялась в 1938 году. После конференции Абец поступает в ведение Иоахима Риббентропа, становясь его личным помощником. В 1939 году он получил должность личного представителя главы внешнеполитического ведомства Рейха в Париже. Фактически именно Абец был тем человеком при Риббентропе, который курировал французскую линию. Он создал из французских реакционеров предательскую «пятую колонну», подрывная деятельность которой содействовала поражению Франции.
После роковых для Франции событий 14 июня 1940 года (правительство Франции бежало под натиском Вермахта, и комендант города генерал Анри Фернан Денц объявил Париж «открытым городом») Отто Абец занимает пост представителя имперского МИДа при руководителе военной администрации в оккупированной стране. Являясь деятелем дипломатического поля, будучи фактически главным советником оккупационного военного администратора Франции, Абец должен был разрешить вопрос политического и идеологического восприятия Третьего рейха французами. Премьер-министр вишистского правительства Пьер Лаваль считал дипломата Абеца наиболее влиятельным и могущественным представителем Германии во Франции — фактически тот играл роль серого кардинала при коллаборационистском правительстве, заседавшем в Виши. 19 июля 1940 года он имел очную встречу с Лавалем, на которой Абец дал понять, что ему поручено курировать отношения с правительственными кругами Франции, а также отвечать за решение вопросов как на оккупированной территории, так и на той, где продолжало действовать антифашистское движение Сопротивления, известное как движение маки́.
20 апреля 1941 года ведомство, которым управлял Абец, и которое не имело чёткого названия, получило официальное наименование «Германское посольство в Париже». Вскоре, после ноября 1942 года имперский МИД захватила война дипломатических интриг, в которых Абец временно уступил, в результате чего ему вопреки его желанию был выписан «отпуск», по которому он вынужден был покинуть страну. К исполнению обязанностей посредника между вишистскими коллаборационистскими силами и нацистским внешнеполитическим ведомством Абец приступил после перерыва во второй половине 1943 года.
В 1944 году в ведении Абеца было требовать от местных властей ускорения депортации еврейского населения, чем Абец активно занимался, курируя деятельность подразделений СД на территории всей страны. Поэтому его можно причислить к лицам, непосредственно несущим ответственность за осуществление всех антиеврейских и антипартизанских акций во Франции в 1944 году.

## Арест, тюрьма и последующая жизнь
В октябре 1945 года Абеца арестовали в Шварцвальде.
В 1949 году над Абецем, его помощниками и другими представителями оккупационной администрации во Франции состоялся военный суд (заседания проходили в Париже), на котором Отто Абеца признали виновным в организации мероприятий, направленных против еврейского населения страны, приговорив его к двадцатилетнему сроку тюремного заключения. Из тюрьмы во Франции Абец, однако, был освобождён 17 апреля 1954 года, отсидев менее четверти положенного ему по приговору срока.
После освобождения из заключения Абеца приняли на работу журналистом в западногерманское периодическое издание Rheinisch-Westfälische Zeitung, выходящее в Эссене. 5 мая 1958 года он погиб в автомобильной катастрофе.